# Gabriel Vicaire
Louis Gabriel Charles Vicaire, född den 24 januari 1848 i Belfort, död den 24 september 1900 i Paris, var en fransk skald.

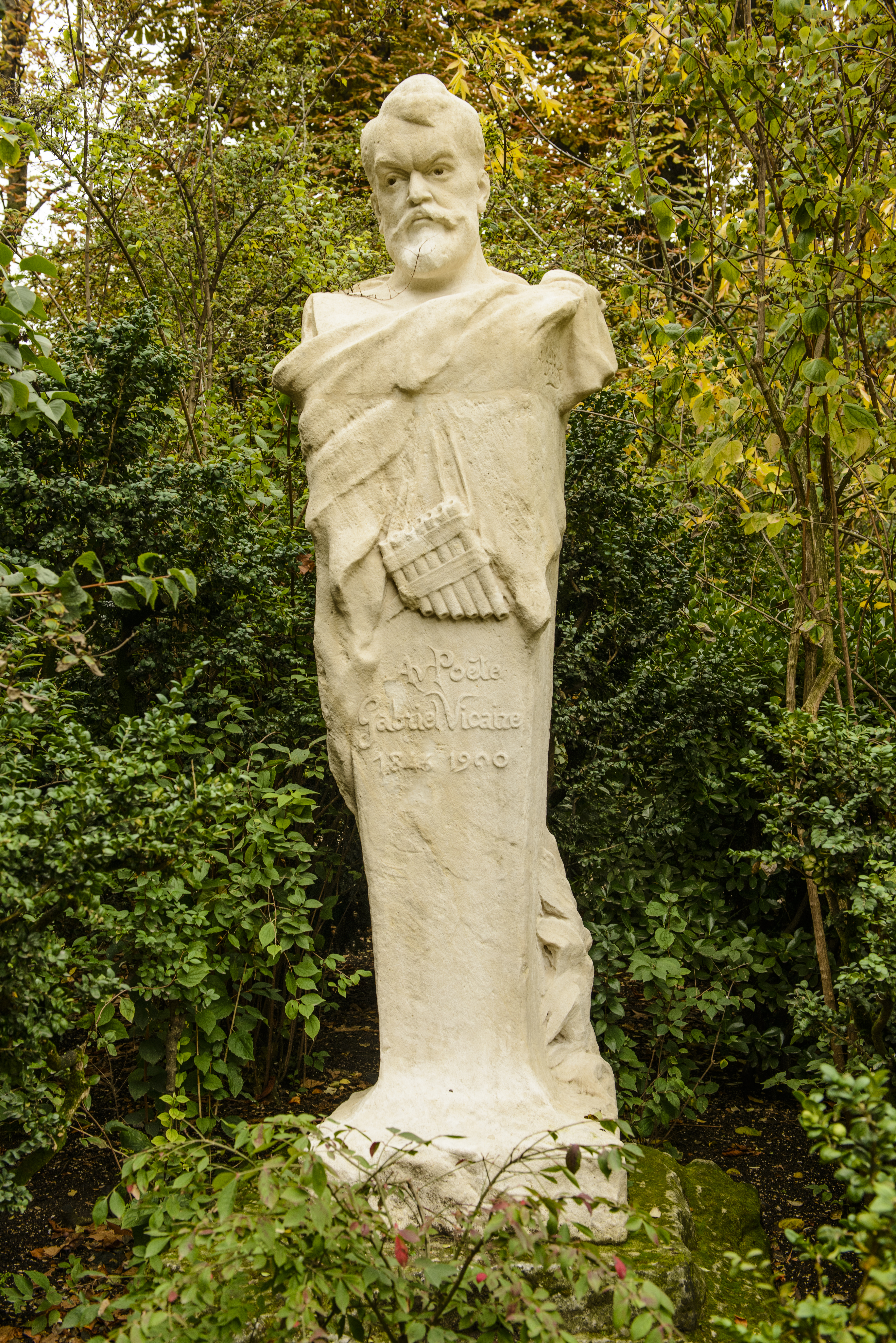
Vicaires staty i Luxembourgträdgården, utförd av Jean Antoine Injalbert.

Vicaire deltog i fransk-tyska kriget 1870–1871, var en hänförd hembygdspoet, som i Émaux bressans (1884) skildrade La Bresse och livet där med frisk, chansonaktig ton. Andra diktsamlingar av Vicaire är L'heure enchantée (1890), À la bonne franquette (1892), Au bois joli (1894) och Le Clos des fées (1897); det ursprungligaste i dem är de rabelaiskt kraftiga dryckessångerna. Vicaires staty är rest i Luxembourgträdgården i Paris.